# Taratihi
Taratihi (Tara Tihi) ist eine osttimoresische Aldeia im Suco Seloi Malere (Verwaltungsamt Aileu, Gemeinde Aileu). 2015 lebten in der Aldeia 9 Menschen. Danach gab es aber eine Verschiebung der Verwaltungsgrenzen, so dass die Bevölkerung nun größer ist.

## Geographie und Einrichtungen
Die Aldeia Taratihi liegt im Westen des Sucos Seloi Malere. Westlich befindet sich die Aldeia Maurusa, östlich die Aldeia Kabasfatin und nordöstlich die Aldeia Cotbauru. Im Norden grenzt Taratihi an den Suco Seloi Craic und im Süden an den Suco Liurai. An der Südostecke von Taratihi treffen der Rio Liurai von Norden und von Westen der Malubui aufeinander und bilden den Manolane. Der Rio Liurai hat seinen Ursprung in Taratihi. Sein Nebenfluss Kuralalan kommt von Westen aus Maurusa. Die Flüsse gehören zum System des Nördlichen Laclós. Entlang von Rio Liurai und Kuralalan führt eine Straße. An ihr liegt im Süden der Aldeia der Ort Taratihi, westlich das Dorf Maurusa, dessen Westteil sich in der gleichnamigen Aldeia befindet, und südlich eine weitere Siedlung.
Der Sitz der Aldeia Taratihi befindet sich im gleichnamigen Dorf. Im Ostteil des Dorfes Maurusa steht eine Kirche.

## Politik
2023 wurde José Mausera zum Chefe de Aldeia gewählt.